# Faumi Syahreza
Faumi Syahreza (sinh ngày 29 tháng 3 năm 1993) là một cầu thủ bóng đá người Indonesia hiện tại thi đấu ở vị trí tiền vệ cho Persiraja Banda Aceh ở Liga 2.

## Sự nghiệp
Vào tháng 1 năm 2017, anh gia nhập Persijap Jepara thi đấu tại Liga 2 2017. Trước đây thi đấu cho Persiraja Banda Aceh.